# Dungeon Keeper
Dungeon Keeper (Păzitorul temniței) este un joc video de strategie dezvoltat de Bullfrog Productions⁠(d) și lansat de Electronic Arts în iunie 1997 pentru MS-DOS și Windows 95. În Dungeon Keeper, jucătorul construiește și gestionează o temniță, protejând-o de invadarea personajelor „eroi” care intenționează să fure comorile acumulate, să omoare monștri și, în cele din urmă, decesul jucătorului. Scopul final este de a cuceri lumea prin distrugerea forțelor eroice și a paznicilor de temniță rivali din fiecare tărâm. Un personaj cunoscut sub numele de Avatar (asemănător cu Avatarul⁠(d) din Ultima VIII: Pagan⁠(d)) apare ca eroul final. Dungeon Keeper folosește tehnologia SoundFont⁠(d) de la Creative Technology pentru a-și îmbunătăți atmosfera. Un joc multiplayer cu până la patru jucători este acceptat folosind un modem sau printr-o rețea locală.
Dungeon Keeper  a fost dezvoltat în peste doi ani, iar un pachet de expansiune, o versiune Direct3D⁠(d) și un editor de nivele au fost lansate. La jumătatea dezvoltării, dezvoltatorul principal Peter Molyneux⁠(d) a decis să părăsească Bullfrog când jocul a fost finalizat, ceea ce a fost motivația succesului său. Versiunile pentru Sega Saturn și Sony PlayStation erau în dezvoltare, dar au fost anulate. Jocul a fost apreciat de critici, care i-au lăudat unicitatea și profunzimea. Dungeon Keeper a fost relansat pe GOG.com în 2011, Origin⁠(d) în 2016 și Steam în 2024. A fost lansat un mod creat de fani, KeeperFX, care remediază erori și adaugă funcții. Dungeon Keeper aavut o continuare, Dungeon Keeper 2⁠(d), în 1999, și a influențat jocuri precum Lego Rock Raiders și Ghost Master⁠(d).